# Estação Bíbirevo
Bíbirevo (em russo:  Би́бирево) é uma das estações da linha Serpukhovsko-Timiriasevskaia (Linha 9) do Metro de Moscovo, na Rússia. Estação «Bíbirevo» está localizada entre as estações «Otradnoie» e «Altufievo».